# 821
821 (DCCCXXI) fue un año común comenzado en martes del calendario juliano, en vigor en aquella fecha.

## Acontecimientos
- Tang Mu Zong accede al trono imperial de China.
- Tomás el Eslavo asedia Constantinopla.

## Fallecimientos
- Teodulfo de Orleans, santo español.
- Benito de Aniane, monje benedictino.
- Varaz Terdat II muere.